# Paul F. Tompkins
Pour les articles homonymes, voir Tompkins.
Paul F. Tompkins est un acteur et scénariste américain né le 12 septembre 1968 à Philadelphie en Pennsylvanie.

## Filmographie

### Acteur

#### Cinéma
- 1998 : Jack Frost : un homme du public
- 1999 : Magnolia de Paul Thomas Anderson : Chad, Seduce et Destroy
- 2000 : Sham : Sal
- 2002 : Run Ronnie Run : l'homme du safari
- 2004 : Présentateur vedette : La Légende de Ron Burgundy : MC
- 2004 : Wake Up, Ron Burgundy: The Lost Movie : MC
- 2006 : Tenacious D et le Médiator du destin
- 2007 : There Will Be Blood : Prescott
- 2009 : The Informant! : agent spécial Anthony D'Angelo
- 2010 : Drones : Jafe
- 2010 : Raiponce : un voyou
- 2014 : Jason Nash Is Married : Dr Glen
- 2015 : The Dramatics: A Comedy : Anton Campbell
- 2015 : Kill Me, Deadly : Jaime
- 2015 : Thrilling Adventure Hour Live : Frank Doyle
- 2015 : Hell and Back : l'âme ennuyée
- 2015 : Regular Show: The Movie : Gino
- 2019 : Entre deux fougères, le film : Burnt Millipede
- 2022 : Bob's Burgers : le film : Short Carnie (voix)
- 2022 : Weird: The Al Yankovic Story : Gallagher
- 2023 Love Virtually : Chatbot

#### Télévision
- 1995-1998 : Mr. Show with Bob and David : plusieurs personnages (27 épisodes)
- 1996 : Mr. Show with Bob and David: Fantastic Newness : plusieurs personnages
- 1998 : Super Adventure Team : Dr Benton Criswell
- 1998 : The Daily Show : un contributeur (1 épisode)
- 1999 : NewsRadio : le justicier de la paix (1 épisode)
- 1997-2000 : Tenacious D : Paul (5 épisodes)
- 2000-2001 : DAG : Sullivan Pope (16 épisodes)
- 2003 : Frasier : Steve (1 épisode)
- 2005 : Les Rois du Texas : Professeur Twilley (1 épisode)
- 2007 : Weeds : Bob (2 épisodes)
- 2008 : Pushing Daisies : Gunther Pinker (1 épisode)
- 2010 : True Jackson : Royce Bingham (1 épisode)
- 2010 : Community : Robert (1 épisode)
- 2010-2012 : The Life and Times of Tim : Donnie et Kyle Zander (2 épisodes)
- 2010-2012 : Regular Show : plusieurs personnages (5 épisodes)
- 2010-2015 : Aqua Teen Hunger Force : un officier de police et un ange (2 épisodes)
- 2011 : Raising Hope : Jeff (1 épisode)
- 2011 : Larry et son nombril : Andrew Berg (1 épisode)
- 2011 : Last Man Standing : Chester McAllister (1 épisode)
- 2011 : Up All Night : Dave (1 épisode)
- 2011-2014 : Bob's Burgers : Randy, Pierre et Bronconius (6 épisodes)
- 2012-2013 : Adventure Time : SMO Capitaine et Furnius (2 épisodes)
- 2012-2016 : Comedy Bang! Bang! : Lord Andrew Lloyd Webber et Alan Thicke (14 épisodes)
- 2014-2017 : BoJack Horseman : M. Peanutbutter et autres personnages (47 épisodes)
- 2015 : Les Thunderman : le Roi crabe (1 épisode)
- 2015 : Rick et Morty : un avocat (1 épisode)
- 2016 : Brooklyn Nine-Nine : Capitaine Orleans (1 épisode)
- 2016 : The Venture Bros. : Blue Morpho (2 épisodes)
- 2016-2017 : Bajillion Dollar Propertie$ : Dean Rosedragon (26 épisodes)
- 2017 : Speechless : Dane (1 épisode)
- 2017 : Raiponce, la série : Shorty (8 épisodes)
- 2017 - 2020 : Blindspot : Booky Bentley (2 épisodes)
- 2017-2021 : La Bande à Picsou : Gontran Bonheur (6 épisodes)
- 2019 - 2021 : American Dad! : Plusieurs personnages (3 épisodes)
- 2020 : The Twilight Zone : La Quatrième Dimension (saison 2, épisode 4)
- 2020 : Corporate : Agent Roman (saison 3, épisode 4)
- 2020 : Aunty Donna's Big Ol' House of Fun : Jukebox (saison 1, épisode 6)
- 2020 - 2022 : Dicktown : Loafer Toeknuckle (2 épisodes)
- 2020 - 2023 : Star Trek: Lower Decks : Plusieurs personnages (12 épisodes)
- 2021 : Close Enough : L'incroyable Sardini (voix - saison 1, épisode 5)
- 2021 : Central Park : Professeur d'art (saison 2, épisode 8)
- 2021 : Centaurworld : Tail (5 épisodes)
- 2021 - 2022 : Rutherford Falls : Professor Tobias James Kaufman (3 épisodes)
- 2021 - 2023 : Miracle Workers : Percy, Vendeur d'huile de serpent (2 épisodes)
- 2021 - 2023 : HouseBroken : Plusieurs personnages (12 épisodes)
- depuis 2021 : The Great North : M. Golovkin (14 épisodes)
- 2022 : Les Simpson : Colby Redfield (saison 33, épisode 21)
- 2022 : LEGO Star Wars : C'est l'été ! (téléfilm) : Rad (voix)
- 2022 : Out of Office (téléfilm) : Mr. Donahue
- 2022 : Sherman's Showcase : le sénateur (saison 2, épisode 7)
- 2023 : Pantheon : Wynn, le pilote (saison 2, épisode 2)
- 2023 : Molly McGee et le Fantôme : Ernie (saison 2, épisode 15)
- 2023 : Invincible : Narrateur (saison 2, épisode 3)
- 2024 : Clone High : Professeur Hirsute (saison 2, épisode 1)
- 2024 : Esprits criminels : Brian Garrity (4 épisodes)
- 2024 : Votre fidèle serviteur Spider-Man (Your Friendly Neighborhood Spider-Man) (série TV d'animation) : Bentley Whitman (voix)

#### Jeu vidéo
- 2010 : WWE SmackDown vs. Raw 2011 : l'entraîneur
- 2010 : Raiponce : un voyou

### Scénariste
- 1996 : Desert
- 1996-1997 : Mr. Show with Bob and David (15 épisodes)
- 1998 : Mr. Show and the Inscredible, Fantastical News Report
- 1998 : Paul F. Tompkins: Driven to Drink
- 1999 : Dr. Katz (1 épisode)
- 2003-2007 : Comedy Central Presents (2 épisodes)
- 2003-2012 : Real Time with Bill Maher (23 épisodes)
- 2007 : UCB Comedy Originals (4 épisodes)
- 2008 : Best Week Ever (17 épisodes)
- 2010 : Just for Laughs (1 épisode)
- 2010 : Paul F. Tompkins: You Should Have Told Me
- 2012-2014 : Speakeasy: With Paul F. Tompkins (58 épisodes)
- 2015 : W / Bob and David (4 épisodes)